# Segredo de justiça
Segredo de justiça é uma situação em que se mantém sob sigilo processos judiciais ou investigações policiais que geralmente são públicos. Isso ocorre quando há risco de expor informações privadas do réu ou do investigado e quando o processo contém documentos sigilosos, como escutas telefônicas e extratos bancários. O segredo de justiça é implantado pela lei, por decisão judicial.
No Brasil, o segredo de justiça está garantido pela Constituição de 1988 pelo artigo 93, inciso IX e pelo Código de Processo Civil, artigo 189 (ou art 155, do Código de Processo Civil de 1973).

## Controvérsias

### Liberdade de imprensa
As críticas provém do afetamento do segredo de justiça em relação à liberdade de imprensa. Alguns criticam sobre a decretação de sigilos, dificultando o acesso à informação por parte da imprensa. Outros já criticam sobre os vazamentos das informações de processos sob segredo de justiça.
No Brasil, o Supremo Tribunal Federal diz que "A publicidade e o direito à informação não podem ser restringidos com base em atos de natureza discricionária, salvo quando justificados, em casos excepcionais, para a defesa da honra, da imagem e da intimidade de terceiros ou quando a medida for essencial para a proteção do interesse público". Contudo, o Superior Tribunal de Justiça tem dois precedentes que analisam o tema: Um caso em que o segredo de justiça proibiu a divulgação dos atos na imprensa e outro caso em que foi decidido que a simples divulgação da imprensa não viola o segredo de justiça.

### Falta de regulamentação
Conforme críticos, falta regulamentação, no Brasil, do segredo de justiça. Também é criticada a falta de garantia do segredo de justiça, já que o processo passa pelo advogado, Ministério Público, Vara e polícia. Sendo assim, poderia vazar as informações por diversos motivos.

## Casos notórios da mídia em segredo de justiça
- Assassinato de Marielle Franco
- Caso Victoria Natalini, estudante assassinada sob responsabilidade  da escola Waldorf Rudolf Steiner
- Caso Pedra da Macumba
- Caso Rui Pedro